# أسل مخطط
أسل مخطط (الاسم العلمي: Juncus striatus) نوع نباتي يتبع جنس الأسل وينتمي إلى الفصيلة الأسلية.